# Капустин, Анатолий Яковлевич
Капустин Анатолий Яковлевич (род. 14 января 1954, Горьковская область) — первый заместитель директора Института законодательства и сравнительного правоведения при Правительстве Российской Федерации (ИЗиСП), президент РАМП, доктор юридических наук, профессор. Заслуженный деятель науки Российской Федерации (2015).
Сферу научных интересов Анатолия Яковлевича составляют проблемы теории и практики международного права, особенно права международных организаций, процессы экономической интеграции и правовой статус Европейского союза, а также вопросы международного гуманитарного права и разоружения. Кроме этого, в его поле зрения находятся правовые проблемы организации высшего юридического образования в России и за рубежом, и международного образовательного сотрудничества.
В своих работах (опубликовано более 290 работ, из них 13 монографий, 13 учебников, 10 учебных пособий) Анатолий Яковлевич Капустин обосновал понятие и природу права интеграции в различных регионах, в том числе в Европе, сформулировал концепцию взаимодействия национального права государств — членов интеграционных объединений и права интеграции. Им разработана концепция международной организации интеграции и закономерностей развития её правовой и институциональной систем, а также особенностей международно-правового статуса. Кроме того, А. Я. Капустин сформулировал концепцию коммунитарных норм и их источников в праве ЕС. Наряду с этим он выдвинул и обосновал оригинальную концепцию международного гуманитарного права как отрасли международного права, имеющей самостоятельное значение наряду с правом вооруженных конфликтов и международной защитой прав человека. Разработал авторскую концепцию Европейского права.
В настоящее время занимается разработкой актуальных проблем международного и европейского права, которые обусловлены процессами глобализации и информатизации современных международных отношений.

## Образование и карьера
1980 г. — окончил факультет экономики и права (отделение права) Университета дружбы народов им. П. Лумумбы (ныне РУДН) по специальности «Международное право».
1984 г. — защитил кандидатскую диссертацию в Университете дружбы народов им. П. Лумумбы, в 2001 г. — докторскую диссертацию на тему «Международно-правовые проблемы природы и действия права Европейского Союза» в Московской государственной юридической академии.
1983—1995 гг. — работал в Университете дружбы народов им. П. Лумумбы сначала в качестве ассистента, а позже доцента кафедры международного права.
1995 г. — Анатолий Яковлевич был избран деканом юридического факультета РУДН, должность которого занимал до 2010 г. Параллельно (2000—2010 гг.) являлся заведующим кафедры международного права РУДН.
2004—2012 гг. — входил в Совет директоров Международного института космического права (Франция).
2007—2014 гг. — член Экспертного совета по праву Высшей аттестационной комиссии России.
С 2008 г. А. Я. Капустин является президентом Российской ассоциации международного права и вице-президентом Международного союза юристов. Член Исполнительного совета Всемирной ассоциации международного права (Великобритания) с 2006 г.
2010 г. — Анатолий Яковлевич возглавил Центр сравнительно-правовых исследований Института законодательства и сравнительного правоведения при Правительстве Российской Федерации.
2012 г. — утвержден в должности председателя Комиссии международного права при Ассоциации юристов России и заместителя председателя Совета по совершенствованию законодательства при Государственной Думе Федерального Собрания Российской Федерации.
С 2014 г. Анатолий Капустин является первым заместителем директора Института законодательства и сравнительного правоведения при Правительстве Российской Федерации. В том же году утвержден в должности заместителя председателя Комиссии по науке Ассоциации юристов России.
Анатолий Яковлевич является:
- Членом Международно-правового совета МИД России[7]
- Членом Российского общественного совета по международному сотрудничеству и публичной дипломатии при Общественной палате Российской Федерации[8]
- Членом научно-консультативного совета при Общественной палате Российской Федерации[9]
- Членом Исполнительного совета Всемирной ассоциации международного права (Великобритания)[10]
- Членом Международного института космического права (Франция)[11]
- Членом ряда диссертационных советов (Институт законодательства и сравнительного правоведения при Правительстве Российской Федерации, Дипломатическая академия МИД России, Российская академия правосудия).

Анатолий Яковлевич входит в состав редакционных коллегий журналов «Вопросы правоведения», «Правоведение», «Российское правосудие», «Проблемы права. Международный правовой журнал», International Journal for Educational Law and Policy и т. д.

## Награды
Творческая и государственная деятельность Анатолия Капустина отмечена Орденом Дружбы (№ 10370), Медалью «В память 850-летия Москвы» (А № 0156772), благодарностью Президента Российской Федерации (от 21.08.2006 г. № 383 — рп), нагрудным знаком Министерства образования и науки России «Почетный работник высшего профессионального образования Российской Федерации» (№ 18932).
Имеет ряд ведомственных медалей: «200 лет МВД России» (приказ МВД России от 05.06.2002 г. № 542), «290 лет прокуратуре России» (прокуратура) Российской Федерации; «20 лет арбитражным судам Российской Федерации. 1992—2012» (Высший Арбитражный Суд Российской Федерации).
В 2014 году Анатолий Яковлевич Капустин стал лауреатом премии и получил Диплом Организационного комитета Петербургского международного юридического форума «За вклад в развитие правовой интеграции на Евразийском пространстве».

## Основные публикации
А. Я. Капустин — ответственный редактор, автор и соавтор монографий и научных изданий «Международно-правовые проблемы латиноамериканской экономической интеграции» (1986), «Региональные межправительственные экономические организации освободившихся государств» (1988), «Международное гуманитарное право» (1991), «Международные организации» (1994), «Проблемы Латинской Америки и международное право» (в 2-х томах, 1995), «Право Европейского Союза: правовое регулирование торгового оборота» (1999), «Европейский Союз: интеграция и право» (2000), «Европейское право, политика и интеграция: актуальные проблемы» (2005), «The Right to Education and Rights in Education» (2006), «Международное право» (2008), «Глобализация и интеграционные процессы в Азиатско-Тихоокеанском регионе: правовое и экономическое исследование» (2014), «Арктическое право: концепция развития» (2014) и др.

## Лекции
- «В поисках системного понимания международного права: взгляд из России» в Разделе лекций Аудиовизуальной библиотеки международного права ООН